# Integrirana avtobusna linija št. 30 (Ljubljana)
Integrirana avtobusna linija številka 30 MEDVODE – VODICE je ena izmed 33 avtobusnih linij javnega mestnega prometa. Poteka v smeri vzhod - zahod in povezuje središči Občin Medvode in Vodice preko Zbilj, Smlednika, Valburge, Hraš in Zapog. Odprtje linije je bilo 5. novembra 2012. Ker ima linija značaj prestopne linije, je v Medvodah vzpostavljeno prestopno vozlišče, od koder je mogoče prestopiti na liniji 15 in 25, na vozlišču v Vodicah pa na liniji 60 in 61.

## Zgodovina
Prebivalci naselij Smlednik in Hraše so bili z Ljubljano desetletja povezani z linijo Ljubljanskega medkrajevnega potniškega prometa Ljubljana – Pirniče – Smlednik – Zapoge, prebivalci Zbilj pa z odhodom na relaciji Ljubljana – Medvode – Vodice – Selo – Vojsko. Po uvedbi nove mestne avtobusne linije št. 15 Stanežiče – Zgornje Pirniče in ukinitvi medkrajevnih prevozov na relaciji Vikrče – Pirniče – Smlednik je bila linija preusmerjena preko Medvod, z vzpostavitvijo linije št. 30 pa je prenehala z obratovanjem. Na tem območju podjetje LPP ne izvaja več medkrajevnih prevozov, pač pa so vse linije integrirane z mestnimi.
Omenjena naselja pa ostajajo povezana z Alpetourjevimi medkrajevnimi progami s Kranjem, z Vodicami in Ljubljano.

## Trasa
- smer MEDVODE – VODICE : servisna cesta (obračališče) - Medvoška cesta - Cesta komandanta Staneta - Gorenjska cesta - Zbiljska cesta - cesta 413 - Zbilje - cesta 413 - Smlednik - Valburga - Hraše - cesta 413 - Zapoge - cesta 413 - Škofjeloška cesta - Kopitarjev trg.
- smer VODICE – MEDVODE: Kopitarjev trg - Škofjeloška cesta - cesta 413 - Zapoge - cesta 413 - Hraše - Valburga - Smlednik - cesta 413 - Zbilje - cesta 413 - Zbiljska cesta - Finžgarjeva ulica - servisna cesta - Ostrovrharjeva ulica - Donova ulica - servisna cesta (obračališče).

## Režim obratovanja
Linija 30 obratuje od ponedeljka do petka med 5.00 in 22.05 uro, ob sobotah, nedeljah in praznikih pa ne obratuje.

### Preglednice časovnih presledkov v minutah
delavnik
| ura           | 1.9. - 30.6. | 1.7. - 31.8. |
| ------------- | ------------ | ------------ |
| 5.10 - 9.00   | 35-70        | 30-70        |
| 9.00 - 11.00  | -            | -            |
| 11.00 - 19.20 | 40-90        | 37-100       |
| 19.20 - 22.05 | 70-105       | 75-80        |